# Billy Ford
William „Billy“ Ford († 1984) war ein US-amerikanischer Musiker (Trompete, Gesang), Songwriter und Bandleader im Bereich des Rhythm & Blues und des Swing.
Ford, der aus Newark (New Jersey) stammte, begann seine Karriere bei Pancho Diggs. Der von ihm geschriebene Song I'll Live True to You wurde 1942 ein Hit für Trevor Beacon. 1944 spielte er bei Tiny Bradshaw, um im folgenden Jahr eine eigene Band zu gründen, mit der in New York erste Aufnahmen entstanden (Drinking My Blues Away). 1946 spielte er bei Cootie Williams, bevor er sein Orchester Billy Ford & His Musical V-8's zusammenstellte, mit dem er 1949 für Columbia Records aufnahm (The Major and the Minor/Boom-A-Ran-Da). In seinem Orchester spielte u. a. Charli Persip.
1951 nahm er mit der Sängerin Joan Shaw auf; im Team mit der Sängerin Lillie Bryant als Billie & Lillie. Bis Ende der 1950er Jahre entstanden noch weitere Aufnahmen von Billy Ford mit seiner R&B-Band The Thunderbirds und dem Sänger Freddie Pinkard (The Monster).